# Hypopteromalus tabacum
Hypopteromalus tabacum är en stekelart som först beskrevs av Fitch 1864.  Hypopteromalus tabacum ingår i släktet Hypopteromalus och familjen puppglanssteklar. Inga underarter finns listade i Catalogue of Life.